# CNBC Asia

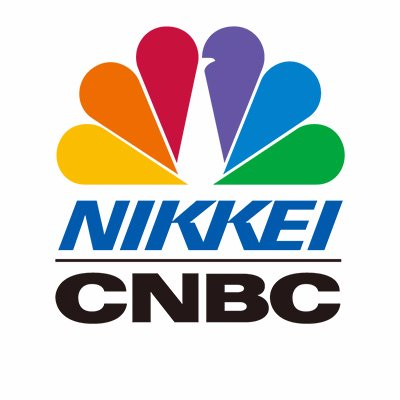
Logo de CNBC Asia.

CNBC Asia est une chaîne de télévision d'information filiale de NBCUniversal en Asie, via Consumer News and Business Channel (CNBC),. Ses programmes proviennent de Singapour, de Bombay, de Hong Kong et de Sydney et a des bureaux à Tokyo et Séoul, Noida,.